# Torrebaja
Torrebaja község Spanyolországban, Valencia tartományban. Torrebaja Ademuz és Castielfabib községekkel határos. Lakosainak száma 391 fő (2024).

## Népesség
A település népessége az utóbbi években az alábbiak szerint változott:
| Lakosok száma | 438  | 432  | 418  | 444  | 463  | 429  | 412  | 411  | 408  | 391  |
|               | 2001 | 2004 | 2007 | 2009 | 2012 | 2014 | 2017 | 2019 | 2022 | 2024 |